# إنريكي فينوتشيتو
إنريكي فينوتشيتو (بالإسبانية: Enrique Finochietto)‏ (13 مارس 1881 في بوينس آيرس - 17 فبراير 1948 في بوينس آيرس) طبيب، وجراح من الأرجنتين.

## الجوائز
- وسام جوقة الشرف